# イサベル・デ・ポルトゥガル (カスティーリャ王妃)
イサベル・デ・ポルトゥガル（西: Isabel de Portugal）またはイサベル・デ・アビス・イ・ブラガンサ（西: Isabel de Avis y Braganza, 1428年 - 1496年8月15日）は、カスティーリャ＝レオン王フアン2世の2番目の王妃。女王イサベル1世の母。

## 生涯

### 出自、フアン2世との結婚
父はポルトガル王ジョアン1世と王妃フィリパの息子で、ドゥアルテ1世やエンリケ航海王子の弟であるジョアン王子。母は初代ブラガンサ公アフォンソ1世（ブラガンサ家の祖）の娘で父ジョアンの姪にあたるイザベル・デ・バルセロス。ポルトガル語名は母と同じくイザベル（Isabel）。
妹ベアトリスはポルトガル王ジョアン2世の王妃レオノールおよびマヌエル1世王の母である。
1447年、当時19歳のイサベルは、最初の王妃マリア・デ・アラゴンと2年前に死別した42歳のフアン2世と結婚した。イサベルの内祖母フィリパはフアン2世の母カタリナの異母姉にあたり、フアン2世とイサベルは従叔父・従姪の関係である。近親婚のため、教皇エウゲニウス4世の許可を得ての結婚であった。イサベルはこの結婚の贈与として、アレヴァロの領主権などを受け取った。また、この時サンティヤーナ侯は、画家ジョットの言葉を引用した「歌」を王妃に捧げている。
2人の間には1男1女が生まれた。
- イサベル（1451年 - 1504年）
- アルフォンソ（1453年 - 1468年）

イサベルは夫フアン2世の寵臣であるカスティーリャの陸軍総帥アルバロ・デ・ルナを廃することに大きく貢献した。
フアン2世は先妻マリアとの間にもうけていた、後妻イサベルより年長の息子エンリケ王太子（1425年 - 1474年）が妃ブランカとの結婚を完遂せず、世継ぎをもうけないことに不満があり、イサベルとの末息子アルフォンソに王位継承権を与えようともしたが、おそらく内乱を避けるため結局エンリケを後継者とした。後に1453年、エンリケは妃ブランカと離婚し、継母イサベルの従妹にあたるポルトガル王女フアナと結婚している。

### フアン2世崩御後
フアン2世は1454年7月22日にバリャドリッドで崩御し、遺言にはイサベルとのまだ幼少であった遺児2人の教育、養育、宮廷管理に関する条項が含まれている。イサベルはクエンカとアレバロ、マドリガルの領有権を有していたが、王の遺言でアレバロの領有権が明確に確認された。
継子エンリケ4世が即位すると、継母イサベルと異母弟妹にあたる彼女の子らを宮廷から追放した。この時、母子3人の他、ポルトガルから王妃イサベルの世話のために来訪したその母イザベル・デ・バルセロス、少数の使用人も共に、アレバロのカサス＝レアレスの城に幽閉されたとされる。イサベルはあまりの喪失感と厳しい生活により、精神を病んでしまう。
エンリケ4世は政治に興味がなく、貴族たちから反感を買っており、加えて妃との間に男子をもうけなかった。娘フアナが生まれたが、周囲からフアナは「エンリケ4世の子ではない」とされ、嫡出性を疑われていた。
1464年、エンリケ4世と対立した貴族たちは、当時12歳だった王弟アルフォンソを次の王にしようと動き、アルフォンソにはカスティーリャ王位の後継者を意味するアストゥリアス公の称号が贈られた。反エンリケ派の貴族たちはアルフォンソのもとに集まり、エンリケ4世の人形を裁判にかけて廃位しアルフォンソが王だと宣言した「アビラの茶番劇」が行われた。アルフォンソを推す貴族は有力者ばかりであったため、カスティーリャ王国は内乱になった。
この「アビラの茶番劇」や、娘イサベルとアラゴン王太子フェルディナンドとの結婚をめぐるアラゴン王フアン2世との秘密交渉に、先王妃イサベルが参加したことを示す証拠は何もない。
健康上の問題はあったものの、後見していた子女たちが幼かったことや、夫の寵臣アルヴァロ・デ・ルナとの対立ですでに示された広い政治的視野を考慮すると、王太后イサベルが重要な役割を果たした可能性は高い。
その後、1468年に息子アルフォンソが14歳で亡くなると、イサベルの健康状態は悪化した。母イザベル・デ・バルセロスは1465年に亡くなっていた。
1474年、娘イサベルがカスティーリャ女王イサベル1世として即位しレオンに君臨、イサベルは王母となったが、カトリック両王（イサベル1世とその夫フェルナンド）の戴冠式にイサベルは出席しなかった。
1496年8月15日、イサベルはアレバロにて68歳で死去し、長い波乱に満ちた生涯を終えた。後に夫フアン2世、息子アルフォンソとともにミラフローレス・カルトジオ会修道院に埋葬されている。